# Цюпка Іван Кирилович
Іван Кирилович Цюпка (26 січня 1926 року, Погреби, нині Роменського району Сумська область — 29 вересня 2007 року, Ромни, Сумська область)  —художник, графік, член Спілки майстрів народного мистецтва України.

## Біографія
Іван Кирилович Цюпка народився 26 січня 1926 року в селі Погреби, нині Роменського району Сумська область в сім'ї селян. Навчався в початковій школі, закінчив вечірню школу. Працював у колгоспі. В 1943—1951 роках служив у лавах Радянської армії. Брав участь у бойових діях під час Великої Вітчизняної війни, нагороджений орденами і медалями. Останні роки служби Івана Цюпки проходили у Москві, там навчався образотворчому мистецтву в ізостудії. Мав можливість часто бувати у музеях, картинних галереях. Особливо часто Іван Кирилович Цюпка відвідував Третьяковку.
Після війни працював учителем образотворчого мистецтва в Роменській середній школі № 1, викладав три десятки літ креслення та малювання. Основні роботи зроблені в жанрі народної картини і декоративного розпису, пейзажу і натюрморту. У останні роки захоплювався фотографією.
Постійний учасник районних, обласних, республіканських і всесоюзних художніх виставок.
На початку 1960-х роках Іван Цюпка познайомився з Тетяною Нилівною Яблонською, яка стала для нього старшим другом і наставником, зробила великий вплив на творчість художника. Під її впливом написав мальовничі сільські пейзажі: «Трави квітнуть», «Флокси біля хати», «Бузок біля тину», «Стара груша» та ін. Іван Кирилович листувався з Іваном Гончаром, Тетяною Яблонською, чимало листів писав до музеїв та галерей.
|  | Село мене не визнавало, бо замість того, щоб поратися в городі, я щодня виходив на етюди і малював |

 з болем у душі згадував Іван Кирилович.
Іван Кирилович Цюпка вісімдесят років прожив у селі Погреби Роменського району Сумської області.

## Палітра художника
Творча спадщина І. Цюпки різноманітна — від декоративних композицій на народну тематику до ліричних краєвидів. Чимало творів присвячено Великій Світовій війні. Не втомлюючись, майстер писав літопис рідного краю. Півстоліття ранніми ранками і пізніми вечорами проходив із палітрою околицями, помічаючи в буденному прекрасне. З року в рік, із десятиліття в десятиліття все, що оточувало, було предметом для пейзажів. Самодіяльний художник мав природне бачення краси та прагнення закарбувати її художніми образами. У сільській родині Цюпків співали усі, після важкої хліборобської праці збиралися на вечорницях майже всім селом. Тому музична тональність, численні жанрові сценки притаманні вже ранньому Цюпці-художнику. Він створив сюжетні композиції «Скину кужель на полицю», «Вийшли в поле косарі», «Копав, копав криниченьку», «Дівка в сінях стояла». Дві програмні характерні теми проходять через творчий шлях Івана Цюпки — декоративна та реалістична.

## Досягнення
Картини Цюпки Івана Кириловича зберігаються в Роменському краєзнавчому музеї, Сумському художньому музеї, Київському музеї народного декоративно-прикладного мистецтва, приватних колекціях в Києві, Сумах, Полтаві, Ромнах.
Персональні выставки митця відбулись: в Ромнах (1986, 2001, 2002, 2003, 2006рр); Недригайлове (1996р); с. Погреби (2001р); Киев (2002, 2003рр).
Член Національної спілки майстрів народного мистецтва України (2003р).

## Відзнаки
Як учасник бойових дій у Великій Вітчизняній війні, Іван Цюпка був нагороджений орденами і медалями.